# Haworthia crinita
Haworthia crinita är en grästrädsväxtart som beskrevs av M. Hayashi. Haworthia crinita ingår i släktet Haworthia och familjen grästrädsväxter. Inga underarter finns listade i Catalogue of Life.